# 本·拉特利奇
本·拉特利奇（英語：Ben Rutledge，1980年11月9日—），加拿大男子赛艇运动员。他曾代表加拿大参加2004年和2008年夏季奥林匹克运动会赛艇比赛，其中2008年奥运会获得一枚金牌。